# Cotija
Cotija è una municipalità dello stato di Michoacán, nel Messico centrale, il cui capoluogo è la località di Cotija de la Paz.
La municipalità conta 19.644 abitanti (2010) e ha un'estensione di 505,28 km².
Il significato del nome della località in lingua nahuatl è luogo in cui la gola si è allargata.
Vi nacque Rafael Guízar Valencia, vescovo, venerato come santo dalla Chiesa cattolica.